# Premio Crotone
Il premio Crotone è stato un prestigioso riconoscimento letterario italiano istituito la sera del 4 aprile 1952 nella città di Crotone, in Calabria, per volontà dell'allora sindaco Silvio Messinetti. La sua prima edizione effettiva si tenne nel novembre 1956, e il premio rimase attivo fino al 1963. Durante questo periodo, il Premio Crotone divenne un punto di riferimento nel panorama culturale italiano, attirando e premiando figure di spicco della letteratura nazionale.
Tra i vincitori più illustri si annoverano soprattutto Leonida Repaci, Leonardo Sciascia e Pier Paolo Pasolini; nel 1959, però, la vittoria di quest'ultimo fu annullata dall'allora prefetto di Catanzaro Francesco De Lorenzo.
La giuria del premio era composta da eminenti personalità del mondo letterario, tra cui Giuseppe Ungaretti, Carlo Emilio Gadda, Arnoldo Mondadori, Leonardo Sciascia, Valentino Bompiani, Leonida Repaci, Mario Sansone, Umberto Bosco, Remo Cantoni, Rosario Villari, Giorgio Bassani, Giacomo Debenedetti, Alberto Moravia e Corrado Alvaro. La presenza di tali figure contribuì a elevare il prestigio del premio e a consolidare Crotone come centro culturale del Sud Italia durante quegli anni.
Nonostante il suo successo iniziale, il Premio Crotone cessò le sue attività il 6 aprile 1963, principalmente a causa di difficoltà finanziarie e organizzative; tuttavia, il suo impatto sulla scena letteraria italiana rimane significativo, avendo promosso opere e autori che hanno lasciato un'impronta duratura nella cultura del Paese.

## Albo d'oro
| Edizione | Anno | Vincitori                                                | Autori                                               |
| -------- | ---- | -------------------------------------------------------- | ---------------------------------------------------- |
| I        | 1956 | Un riccone torna alla terra                              | Leonida Repaci                                       |
| II       | 1957 | Il cielo è rosso Scritti sulla questione meridionale     | Giuseppe Berto Gaetano Salvemini                     |
| III      | 1958 | I fatti di Casignana                                     | Mario La Cava                                        |
| IV       | 1959 | Una vita violenta Sud e magia Eclissi dell'intellettuale | Pier Paolo Pasolini Ernesto de Martino Elémire Zolla |
| V        | 1960 | Speranzella                                              | Carlo Bernari                                        |
| VI       | 1961 | Il vizio assurdo                                         | Davide Lajolo                                        |
| VII      | 1962 | Il giorno della civetta                                  | Leonardo Sciascia                                    |
| VIII     | 1963 | Tibi e Tascia L’ora di tutti                             | Saverio Strati Maria Corti                           |